# 原因において違法な行為
原因において違法な行為（げんいんにおいていほうなこうい、actio illicita in causa）は、自招侵害や自招危難の場合に犯罪成立を肯定するための理論構成。
通説はこれらの場合に正当防衛や緊急避難の成立を否定することによって処理するが、この構成を採る見解は、正当防衛や緊急避難の成立を認めた上で自招行為について犯罪の成立を問う。すなわち、自己の適法行為を利用した間接正犯的な構成要件実現として理解するものである。原因において自由な行為における構成要件的アプローチの理論構成を応用したものである。